# Thamnomys venustus
Thamnomys venustus — вид гризунів родини мишевих (Muridae). Його описують як нестачу даних як Thamnomys schoutedeni. Зустрічається в Демократичній Республіці Конго, Руанді та Уганді. Його природне місце проживання — субтропічні або тропічні вологі гірські ліси. Йому загрожує втрата середовища проживання.